# Амстердамський договір (1717)
Амстердамський договір 1717 року — угода між Московією, Францією та Пруссією, укладена 4 (15) серпня 1717. Цей договір став логічним завершенням пруссько-французьких і московсько-французьких домовленостей, які підтвердили статус Франції на Європейському континенті. Також з його укладенням було підготовлено дипломатичний фронт трьох держав проти Швеції, направлений на завершення Північної війни.

## Передісторія
У вересні 1716 року Пруссія домовилася з Францією про збереження прав французького короля, здобутих у Війні за іспанську спадщину. Франція погодилася вплинути на свого союзника Швецію в питаннях укладення миру. Москівщина захотіла приєднатися до угоди (О. Брікнер).
Ф. Мартенс переконує, що Франція була ініціатором зближення з Москівщиною. Він наводить фрагмент реляції О. Головкіна цареві (початок грудня 1716), де йдеться про бажання французького регента герцога Філіппа Орлеанського укласти дружню угоду з Москівщиною.
Попередні домовленості між москалями та французами було започатковано у квітні 1717 року в Парижі. Московський цар Петро I брав безпосередню участь.

## Характеристика угоди
Москівщина та Пруссія визнавали договори, укладені на користь Франції у боротьбі за іспанську спадщину: Утрехтську та Раштаттську угоди. Натомість Франція визнавала умови майбутнього московсько-шведського мирного договору та відмовлялася від свого союзу зі Швецією, який закінчувався 1718 року.
Загалом сторони досягли згоди з усіх питань. З боку Москівщини договір підписали Петро Шафіров, Гаврило Головкін, Борис Куракін.